# Zaischnopsis viridiceps
Zaischnopsis viridiceps är en stekelart som först beskrevs av Yoshimoto och Ishii 1965.  Zaischnopsis viridiceps ingår i släktet Zaischnopsis och familjen hoppglanssteklar. Inga underarter finns listade i Catalogue of Life.